# Alex Afonso
Alex Afonso (Jaú, 24 de março de 1981) é um ex-futebolista brasileiro. Atualmente é gerente de futebol do Bragantino.

## Curiosidades
- O Jogador abriu mão do salário do seu então clube, Icasa, durante o período que ficou machucado.[1]

- Atualmente é diretor do Rio Claro Futebol Clube, seu último clube como jogador profissional

## Títulos
- Campeão Cearense: 2005